# Zotalemimon strandi
Zotalemimon strandi är en skalbaggsart som först beskrevs av Stefan von Breuning 1940.  Zotalemimon strandi ingår i släktet Zotalemimon och familjen långhorningar. Inga underarter finns listade i Catalogue of Life.